# Dong (grupa etniczna)
Dong, Dongowie, także: Kam, Kamowie (chiń. 侗族; pinyin Dòngzú; nazwa własna: Gaeml, [kɐm]) – licząca niespełna 3 mln osób mniejszość etniczna w Chinach. Posługują się językiem dong, zapisywanym znakami chińskimi, lecz należącym do niespokrewnionej z chińskim grupy języków dajskich. Zamieszkują prowincje Kuejczou, Hunan oraz region autonomiczny Kuangsi. Znani są z wysokich umiejętności ciesielskich i wyjątkowej architektury, której przykładem mogą być zadaszone mosty oraz tzw. wieże bębnów o charakterystycznym kształcie. Podstawą kuchni Dongów są marynowane warzywa oraz kleisty ryż.